# Charles Mingus
Charles "Charlie" Mingus, född 22 april 1922 i Nogales, Arizona, död 5 januari 1979 i Cuernavaca, Morelos, Mexiko, var en amerikansk jazzmusiker, kompositör och orkesterledare. Hans huvudinstrument var kontrabasen, men då och då spelade han också piano.

## Biografi
Mingus föddes på en armébas i Arizona men växte mestadels upp i Watts i Los Angeles.
Bland Mingus skivor finns bland annat The Clown (1957) och Mingus Ah Um (1959). Mingus undvek med avsikt att göra sin musik i någon viss kategori. Han skapade snarare en helt egen, unik form av jazzmusiken. Det ansågs allmänt att Mingus var den uppenbare arvtagaren till Duke Ellington, den kompositör som överträffade sina samtida och skapade musik som var av en sådan kvalitet att den kunde jämföras med det bästa som skapats under 1900-talet.
Charles Mingus har uppträtt tillsammans med och spelat in grammofonskivor med många av de mest namnkunniga inom jazzen: Dizzy Gillespie, Miles Davis, Lionel Hampton, Dave Brubeck, Duke Ellington och Charlie Parker.
Mingus led av periodvis depression. Han kunde tidvis under korta perioder arbeta frenetiskt och skapa musik och de perioderna följdes ofta av förhållandevis långa perioder av starkt begränsat resultat. Han hade också ett notoriskt dåligt temperament på scenen och det kunde gå ut över både medlemmarna i orkestern och publiken.
1977 fick Mingus diagnosen ALS – amyotrofisk lateralskleros – en motorisk nervsjukdom, som innebar att såväl hans framträdanden på scenen som hans skapande upphörde. 1979 publicerades hans sista album, Mingus, som han gjorde tillsammans med Joni Mitchell. Hans död kom i vägen för att göra klart skivan och Mitchell fullbordade den själv.

## Diskografi i urval
- 1954 – Jazzical Moods
- 1956 – Pithecanthropus Erectus
- 1957 – The Clown
- 1957 – Tijuana Moods
- 1957 – New Tijuana Moods
- 1957 – The Jazz Experiments of Charles Mingus
- 1959 – Blues & Roots
- 1959 – Mingus Ah Um
- 1959 – Mingus Dynasty
- 1960 – Pre Bird
- 1960 – Mingus at Antibes
- 1960 – Blues & Roots
- 1960 – Charles Mingus Presents Charles Mingus
- 1962 – Oh Yeah
- 1963 – The Black Saint and the Sinner Lady
- 1963 – Mingus Plays Piano
- 1963 – Mingus Mingus Mingus Mingus Mingus
- 1972 – Let My Children Hear Music
- 1974 – Changes One
- 1974 – Changes Two
- 1976 – Cumbia & Jazz Fusion
- 1977 – Three or Four Shades of Blue
- 1979 – Me, Myself an Eye
- 1990 – Epitaph